# يان غور
يان غور (بالإنجليزية: Ian Gore)‏ (10 يناير 1968 في المملكة المتحدة - ) هو لاعب كرة قدم بريطاني في مركز الدفاع. لعب مع برمنغهام سيتي وبوريهام وود إف سي ونادي بلاكبول ونادي توركي يونايتد ونادي دونكاستر روفرز ونادي ساوثبورت وهاوجانج يونايتد ونادي غاينسبورو ترينيتي.

## وصلات خارجية
- يان غور على موقع قاعدة بيانات كرة القدم.إي يو (الإنجليزية)
- يان غور على موقع Soccerbase.com (لاعب) (الإنجليزية)